# Владарж, Даниэль
Даниэль Владарж (чеш. Daniel Vladař; род. 20 августа 1997, Прага, Чехия) — чешский хоккеист, вратарь. Игрок команды НХЛ «Калгари Флэймз».

## Карьера
Выступал за «Рытиржи» (Кладно) в сезоне 2014/15 (8 матчей в чешской первой лиге). С сезона 2015/16 играет в США, за исключением начала сезона 2020/21, которое он провёл на родине, выступая за «Динамо» (Пардубице) в Экстралиге (6 матчей). В НХЛ провёл 6 матчей за «Бостон Брюинз» (5 в регулярном чемпионате 2020/21 и 1 в Кубке Стэнли 2020).
В составе молодежной сборной Чехии — участник чемпионата мира 2015, 2016 и 2017 (всего 2 матча). В составе юниорской сборной Чехии — участник чемпионата мира 2014 (был 2-м вратарём, завоевал серебряную медаль) и 2015 (4 матча).

## Достижения
- Серебряный призер чемпионата мира среди юниоров 2014
- Серебряный призер Мемориала Ивана Глинки 2014
- Лучший вратарь АХЛ сезона 2019/2020 по коэффициенту пропускаемости (1.79 гола за игру) и проценту отраженных бросков (93,6%)